# Route P62 (Lettonie)
Pour les articles homonymes, voir P62.
La route P62 (Autoceļš P62) est une  route régionale de Lettonie reliant Krāslava à Madona.
Elle mesure 148,3 km.

## Tracé
La route Preiļi-Madona (ou contournement de Madona) est une route régionale lettone qui relie Krāslava via Preiļi à Madona.
C'est la route régionale la plus longue du pays.
Depuis l'automne 2018, toute la longueur de la route est recouverte de bitumine.
La route traverse les novads de Krāslava, Preiļi, Līvāni, Jēkabpils et Madona.